# Jiujiang
För andra betydelser, se Jiujiang (olika betydelser).
Jiujiang, tidigare känd som Kiukiang, är en stad på prefekturnivå i den kinesiska provinsen Jiangxi vid södra stranden av floden Yangtze. Den ligger omkring 93 kilometer nordväst om provinshuvudstaden Nanchang. Stadens namn betyder "nio floder". Den har en yta av 18 823 km² och befolkningstalet gick 2006 upp till 4 662 000 personer. Över 90 procent av invånarna är hankineser.

## Historia
Staden har länge varit en marknadsstad vid Yangtze-floden som deltagit i handeln i te och ris i sydliga Kina.
Staden omgavs av en 8 km lång mur, men en stor del området inom den upptogs till hälften av åkrar. Jiujiang stod genom kanaler i förbindelse med kringliggande rika teområden och med porslinsfabrikerna i Jingdezhen och exporterade företrädesvis te och porslin. Större delen av handeln gick över Shanghai och Hankou.
Som en följd av det andra opiumkriget öppnades staden som fördragshamn för utländsk handel 1862 enligt ett fördrag med Storbritannien. Storbritannien etablerade en koncession i staden, som dock aldrig fick någon större betydelse.
I slutet av 1800-talet grundades en kurort i Lushan, då kallad "Kuling", vilket blev en populär tillflyktsort för utlänningar under den heta sommaren.
När en järnväg drogs till provinshuvudstaden Nanchang blev Jiujiang ett ekonomiskt bakvatten. Den brittiska koncessionen överlämnades till kinesisk jurisdiktion i samband med Nordfälttåget 1926-28.

## Administrativ indelning
Prefekturen Jiujiang har en yta som är ungefär lika stor som Gävleborgs län. Själva staden är indelad i två stadsdistrikt och den omkringliggande landsbygden är indelad i nio härad, dessutom lyder en stad på häradsnivå under Jiujiang. I stadsdelen Lushan ligger den välkända Lushan nationalpark som besöks av många kinesiska och internationella turister.
- Stadsdistriktet Xunyang (浔阳区), 50 km², 280 000 invånare, säte för stadsfulläktige;
- Stadsdistriktet Lushan (庐山区), 548 km², 260 000 invånare;
- Häradet Jiujiang (九江县), 911 km², 340 000 invånare;
- Häradet Wuning (武宁县), 3 507 km², 350 000 invånare;
- Häradet Xiushui (修水县), 4 504 km², 760 000 invånare;
- Häradet Yongxiu (永修县), 2 035 km², 360 000 invånare;
- Häradet De'an (德安县), 927 km², 220 000 invånare;
- Häradet Xingzi (星子县), 719 km², 230 000 invånare;
- Häradet Duchang (都昌县), 1 988 km², 720 000 invånare;
- Häradet Hukou (湖口县), 669 km², 270 000 invånare;
- Häradet Pengze (彭泽县), 1 542 km², 340 000 invånare;
- Staden Ruichang (瑞昌市), 1 423 km², 430 000 invånare.

## Klimat
Genomsnittlig årsnederbörd är 2 252 millimeter. Den regnigaste månaden är maj, med i genomsnitt 345 mm nederbörd, och den torraste är januari, med 52 mm nederbörd.